# Paquistão nos Jogos Olímpicos de Verão da Juventude de 2010
O Paquistão participou dos Jogos Olímpicos de Verão da Juventude de 2010 em Cingapura. Sua delegação foi composta por dezenove atletas que competiram em apenas quatro esportes. A seleção masculina de hóquei sobre a grama conquistou a única medalha - de prata - do Paquistão nestes Jogos, confirmando a tradição do país na modalidade.

## Medalhistas
| Medalha | Nome | Esporte              | Evento                      | Data         |
| ------- | --- | -------------------- | --------------------------- | ------------ |
| Prata   | Mazhar Abbas, Ahmed Zubair, Muhammad Sultan Amir, Muhammad Umair, Ali Shan, Muhammad Usman Aslam, Muhammad Adnan, Muhammad Rizwan, Muhammad Sohaib, Syed Kashif Shah, Muhammad Arslan Qadir, Ali Hassan Faraz, Muhammad Amir Ashiq, Muhammad Suleman, Adnan Shakoor, Muhammad Irfan | Hóquei sobre a grama | Torneio Masculino de Hóquei | 25 de agosto |

## Halterofilismo
| Evento              | Atleta     | Peso corporal (kg) | Arranque (kg) | Arranque (kg) | Arranque (kg) | Arranque (kg) | Arremesso (kg) | Arremesso (kg) | Arremesso (kg) | Arremesso (kg) | Total (kg) | Pos. final |
| Evento              | Atleta     | Peso corporal (kg) | 1             | 2             | 3             | Res.          | 1              | 2              | 3              | Res.           | Total (kg) | Pos. final |
| ------------------- | ---------- | ------------------ | ------------- | ------------- | ------------- | ------------- | -------------- | -------------- | -------------- | -------------- | ---------- | ---------- |
| Até 85 kg masculino | Irfan Butt | 84,30              | 81            | 86            | 91            | 91            | 95             | 105            | 108            | 108            | 199        | 9º         |

## Hóquei sobre a grama
Masculino:
| Elenco | Preliminares                                                          | Preliminares | Final           | Pos. final       |
| Elenco | Grupo único                                                           | Pos.         | Final           | Pos. final       |
| --- | --------------------------------------------------------------------- | ------------ | --------------- | ---------------- |
| Mazhar Abbas, Ahmed Zubair, Muhammad Sultan Amir, Muhammad Umair, Ali Shan, Muhammad Usman Aslam, Muhammad Adnan, Muhammad Rizwan, Muhammad Sohaib, Syed Kashif Shah, Muhammad Arslan Qadir, Ali Hassan Faraz, Muhammad Amir Ashiq, Muhammad Suleman, Adnan Shakoor, Muhammad Irfan | Gana V 6-3 Chile V 15-1 Cingapura V 4-1 Austrália D 2-5 Bélgica V 3-2 | 2º           | Austrália D 1-2 | Medalha de prata |

## Natação
| Evento                | Atleta          | Qualificação | Qualificação | Semifinais  | Semifinais  | Final       | Final       |
| Evento                | Atleta          | Resultado    | Posição      | Resultado   | Posição     | Resultado   | Posição     |
| --------------------- | --------------- | ------------ | ------------ | ----------- | ----------- | ----------- | ----------- |
| 100 m livre masculino | Ghulam Muhammad | 1:02.68      | 51º (8º q2)  | Não avançou | Não avançou | Não avançou | Não avançou |

## Taekwondo
| Evento             | Atleta      | 1ª rodada    | Quartas-de-final             | Semifinais  | Final       | Pos. final |
| ------------------ | ----------- | ------------ | ---------------------------- | ----------- | ----------- | ---------- |
| Até 49 kg feminino | Maham Aftab | Sem oponente | JOR Dana Touran D RSC 3 1:27 | Não avançou | Não avançou | 7º         |